# Флэк, Роберта
Роберта Флэк (англ. Roberta Flack; 10 февраля 1937, Блэк-Маунтин, Северная Каролина, США — 24 февраля 2025, Нью-Йорк, Нью-Йорк) — американская соул-певица, известная исполнением утончённых джазовых баллад «The First Time Ever I Saw Your Face» (1972), «Killing Me Softly With His Song» (1973) и «Feel Like Makin' Love» (1974), за которые она получила несколько наград «Грэмми».

## Биография
Успех пришёл к Флэк в 1972 году, когда Клинт Иствуд использовал её песню «The First Time Ever I Saw Your Face» в своем первом фильме «Сыграй мне „Туманно“». Хит сразу взлетел на вершину Billboard Hot 100 и провёл там шесть недель; впоследствии его перепевали Элвис Пресли, Джонни Кэш, Джордж Майкл и Селин Дион.
В течение 1970-х Флэк предпочитала записываться вместе с Донни Хэтэуэем. После его самоубийства в 1979 году она стала выступать в дуэте с Пибо Брайсоном. В 1991 году вернулась в лучшую десятку американских синглов с песней «Set the Night to Music», записанной в дуэте с регги-музыкантом Макси Пристом.
Жила в Нью-Йорке, в доме, у подъезда которого был застрелен Джон Леннон.
Роберта Клеопатра Флэк умерла 24 февраля 2025 года, в возрасте 88 лет.

## Дискография
- First Take (1969)
- Chapter Two (1970)
- Quiet Fire (1971)
- Roberta Flack & Donny Hathaway (1972)
- Killing Me Softly (1973)
- Feel Like Makin’ Love (1975)
- Blue Lights in the Basement (1977)
- Roberta Flack (1978)
- Roberta Flack Featuring Donny Hathaway (1980)
- I’m the One (1982)
- Born to Love (1983)
- Oasis (1988)
- Set the Night to Music (1991)
- Stop the World (1992)
- Roberta (1994)
- The Christmas Album (1997)
- Friends: Roberta Flack Sings Mariko Takahashi (1992)
- Holiday (2003)
- Let It Be Roberta: Roberta Flack Sings the Beatles (2012)